# Geniokrati
Geniokrati (engelska: Geniocracy) är ett politiskt system som omnämns i några av författaren Raëls böcker. Systemet går i korthet ut på att det är genier som ska sitta i regeringsposition. För att få sitta i regeringsposition föreslås att man ska ha minst femtio procent högre intelligens än medelvärdet hos befolkningen.
Systemet innebär också en selekterad rösträtt, där endast de som har tio procent högre intelligens jämfört med medelvärdet, ska ha rösträtt.
Hur man ska mäta och bedöma intelligensen finns inga klara svar på. Enligt Raëls böcker är dagens intelligenstester inte tillräckligt bra på att bedöma "äkta intelligens", som egentligen handlar om sunt förnuft.
Systemet är tänkt att baseras på en ideologi och principer som kallas humanitärism och även Paradism. Raël är också ledare för den "Raëliska rörelsen".